# Ana de Cléveris (1552-1632)
Ana de Cléveris (Cléveris, 1 de marzo de 1552-Höchstädt an der Donau, 6 de octubre de 1632) fue una noble alemana, hija del duque Guillermo V el Rico de Jülich-Cléveris-Berg, y de la archiduquesa austriaca María de Habsburgo, hija del emperador Fernando I del Sacro Imperio Romano Germánico y de Ana Jagellón de Hungría y Bohemia, hija del rey Vladislao II de Hungría. Ella fue sobrina de la reina de Inglaterra Ana de Cléveris.

## Matrimonio e hijos
Se casó en Neoburgo el 27 de septiembre de 1574 con el conde palatino y duque Felipe Luis del Palatinado-Neoburgo, hijo del conde palatino y duque Wolfgang del Palatinado-Zweibrücken y Ana de Hesse. De esta unión nacieron 8 hijos:
1. Ana María (1575-1643) casada en 1591 con el duque Federico Guillermo I de Sajonia-Weimar (1562-1602).
2. Dorotea Sabina (1576-1598).
3. Wolfgang Guillermo (1578-1653), sucesor de su padre, casado en primeras nupcias en 1613 con Magdalena de Baviera (1587-1628); en segundas nupcias en 1631 con Catalina Carlota del Palatinado-Zweibrücken (1615-1651); y en terceras nupcias en 1651 con María Francisca de Fürstenberg (1633-1702).
4. Otón Enrique (1582-1632), conde palatino.
5. Augusto (1582-1632), conde palatino y duque del Palatinado-Sulzbach, casado en 1620 con la princesa Eduviges de Schleswig-Holstein-Gottorp (1603-1657).
6. Amalia Eduviges (1584-1607).
7. Juan Federico (1587-1644), conde palatino y duque del Palatinado-Sulzbach-Hilpoltstein, casado en 1624 con Sofía Inés de Hesse-Darmstadt (1604-1664), hija de Luis V de Hesse-Darmstadt.
8. Sofía Bárbara (1590-1591).